# Fűrészfogú sügérfélék
A fűrészfogú sügérfélék (Serranidae) a csontos halak (Osteichthyes) főosztályának sugarasúszójú halak (Actinopterygii) osztályába, ezen belül a sügéralakúak (Perciformes) rendjébe tartozó család.

## Előfordulásuk
A fűrészfogú sügérfélék sekély tengerrészeken és korallzátonyokon világszerte megtalálhatók. Nagy részük trópusi vizekben él, némelyek azonban a mérsékelt öv tengereiben fordulnak elő. A fűrészfogú sügérfélek széles körben elterjedt, jó alkalmazkodóképességű halak. A nagyobb fajok közül néhányat igen kedvelnek az ínyencek és a horgászok, így fennáll a túlhalászás veszélye.

## Megjelenésük
E család legnagyobb fajainak hossza 4 méter, testtömege 300-400 kilogramm. Az állatok bőre festéksejteket tartalmaz, melyek tetszés szerint nyithatók, ezáltal a halak képesek megváltoztatni a színüket. Pofájuk általában igen széles, pecekszerű fogakkal. A zsákmánnyal sok vizet szívnak be, ami azután a kopoltyúrésen át távozik. A hátúszók hosszúak és tüskések, és elülső részük tüskés úszósugarakból áll.

## Életmódjuk
A fűrészfogú sügérfélék lakóhelyükhöz hűek, de nem védelmezik territóriumaikat. Egyedül vagy kis csoportokban vadásznak. Táplálékuk túlnyomórészt kis halakból áll.

## Szaporodásuk
Az ivarérettséget nőstényként 2-5 éves korban érik el, az átalakulás hímmé a 7-10. életév után történik meg. Az ívási időszak egyes fajoknál késő tavasszal van.

## Rendszerezés
A családba az alábbi alcsaládok, nemek és fajok tartoznak:

### Anthiinae
- Acanthistius (Gill, 1862)
- Anatolanthias (Anderson, Parin & Randall, 1990) 
  - Anatolanthias apiomycter
- Sziklasügérek (Anthias) (Bloch, 1792)
- Choranthias Anderson & Heemstra, 2012
- Caesioperca (Castelnau, 1872)
- Caprodon (Temminck & Schlegel, 1843)
- Dactylanthias (Bleeker, 1871)
- Giganthias (Katayama, 1954)
- Hemanthias (Steindachner, 1875)
- Holanthias (Günther, 1868)
- Hypoplectrodes (Gill, 1862)
- Lepidoperca (Regan, 1914)
- Luzonichthys (Herre, 1936)
- Nemanthias (Smith, 1954)
- Odontanthias (Bleeker, 1873)
- Othos (Castelnau, 1875)
- Plectranthias (Bleeker, 1873)
- Pronotogrammus (Gill, 1863)
- Pseudanthias (Bleeker, 1871)
- Rabaulichthys (Allen, 1984)
- Sacura (Jordan & Richardson, 1910)
- Selenanthias (Tanaka, 1918)
- Serranocirrhitus (Watanabe, 1949)
- Tosana (Smith & Pope, 1906)
- Tosanoides (Kamohara, 1953)
- Trachypoma (Günther, 1859)

### Epinephelinae
- Diploprionini
  - Belonoperca (Fowler & Bean, 1930)
  - Diploprion (Cuvier In Cuvier & Valenciennes, 1828)

- Epinephelini

- Grammistini
  - Aporops (Schultz, 1943)
  - Grammistes (Bloch and Schneider, 1801)
  - Jeboehlkia (Robins, 1967)
  - Pseudogramma (Bleeker, 1875)
  - Rypticus (Cuvier, 1829)
  - Suttonia (Smith, 1953)

- Liopropomini
  - Bathyanthias (Günther, 1880)
  - Liopropoma (Gill, 1861)
  - Rainfordia (McCulloch, 1923)

- Niphonini

### Serraninae
- Bullisichthys (Rivas, 1971)
- Centropristis (Cuvier, 1829)
- Chelidoperca (Boulenger, 1895)
- Cratinus (Steindachner, 1878)
- Diplectrum (Holbrook, 1855)
- Dules (Cuvier in Cuvier & Valenciennes, 1829)
- Hypoplectrus (Gill, 1861)
- Paralabrax (Girard, 1856)
- Parasphyraenops (Bean, 1912)
- Schultzea (Woods, 1958)
- Serraniculus (Ginsburg, 1952)
- Serranus Cuvier, 1816